# Ponta Delgada
Ponta Delgada (ˈpõtɐ dɛɫˈgadɐ), capoluogo delle isole Azzorre, è un comune portoghese di 68 748 abitanti (2011) situato nell'isola di São Miguel.

## Storia
L'origine del nome Ponta Delgada (dal portoghese, "delicato" o "sottile") fu elaborata dal famoso cronista portoghese padre Gaspar Frutuoso, che scrisse:
Intorno al 1450 Pêro de Teive fondò un piccolo villaggio di pescatori che poi si sviluppò nell'agglomerato urbano di Santa Clara.
Popolata fin dal 1444, l'isola di São Miguel è un vasto territorio con piccoli insediamenti sparsi, ad eccezione di Vila Franca do Campo nella costa centro-meridionale, e della più piccola comunità di Ponta Delgada. Villa Franca era stata per molti anni il centro economico e sociale dell'isola e sede del governo locale, ma molti nobili e nobili terrieri disprezzavano il governo di quella città, dando origine a molti conflitti tra questi abitanti e gli amministratori della costa meridionale. I nobili di Ponta Delgada inviarono un contingente segreto, guidato da Fernão Jorge Velho per incontrare il re Manuel a Lisbona per chiedere l'emancipazione della comunità. Ad Abrantes il 29 maggio 1507 il re Manuel conferì un foral, elevando l'insediamento allo status di villaggio (portoghese: vila).
Nel 1522 un terremoto e una frana devastarono il capoluogo di provincia, distruggendo molti edifici e provocando numerose vittime. Ponta Delgada divenne l'unico centro dotato di infrastrutture per sostenere la burocrazia delle Azzorre e mantenere gli importanti legami economici dell'arcipelago. Rapidamente il suo ruolo cambiò; fu elevata al rango di città durante il regno del re João III con decreto datato 2 aprile 1546.
La battaglia navale di Ponta Delgada, nota anche come Battaglia di São Miguel, ebbe luogo il 26 luglio 1582 al largo della costa, nell'ambito della crisi di successione portoghese del 1580. Una spedizione corsara anglo-francese salpò contro la Spagna per preservare il controllo portoghese delle Azzorre; essa costituiva la più grande forza francese inviata oltreoceano prima dell'età di Luigi XIV. Alleata con il pretendente António, priore di Crato, la lega anglo-francese riuscì ad impedire il controllo spagnolo sulle isole.
Nel corso del XIX secolo la città di Ponta Delgada conobbe il suo maggiore impulso economico, con l'incanalamento delle esportazioni di agrumi verso il Regno Unito e la crescita delle imprese di proprietà straniera nel centro storico, molti dei quali mercanti ebrei dopo il 1818. Come altri centri dell'arcipelago, Ponta Delgada ha vissuto molte delle tendenze comuni dell'epoca, tra cui il "rinverdimento" delle comunità, con la costruzione dei giardini di António Borges, José do Canto, Jácome Correia e del visconte di Porto Formoso, la costruzione di molte delle case e degli edifici decorati, l'apertura di nuove e più grandi strade, lo spostamento dei cimiteri in periferia e il trasferimento dei mercati del pesce, della carne e della frutta e di tutti gli allevamenti.
Grazie a questi cambiamenti e alla crescita della classe mercantile, Ponta Delgada è diventata la terza città del Portogallo in termini di ricchezza economica e numero di residenti. Il poeta Bulhão Pato, scrivendo di Ponta Delgada, fu sorpreso dalle straordinarie ricchezze dei proprietari delle piantagioni, i "signori contadini", che vivevano all'interno del nucleo urbanizzato: esportatori di arance e mais, banchieri, investitori, industriali e spedizionieri, tutti contribuenti di una classe privilegiata di pensatori e filantropi economici e sociali.
All'inizio del XX secolo Ponta Delgada era ancora una delle principali città portoghesi. Anche se la relativa perdita d'importanza dell'economia rurale ha progressivamente ridotto la sua crescita, la città rimaneva il centro dell'economia e della società dell'arcipelago delle Azzorre.

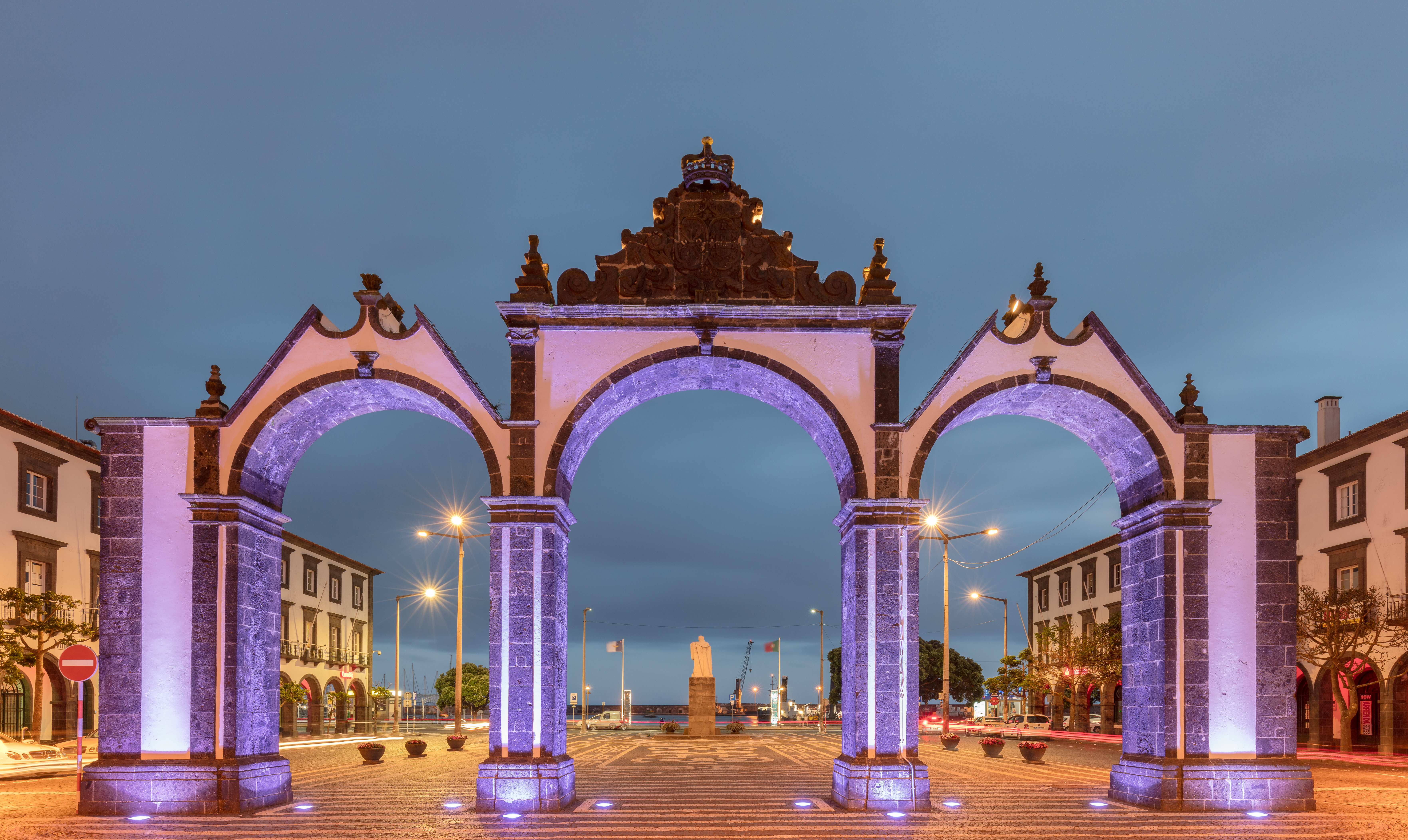
Portas da Cidade ("Porte della città").

Ponta Delgada è stata in prima linea nel cambiamento politico dopo la rivoluzione dei garofani. In uno degli eventi della rivoluzione, i proprietari terrieri e i contadini di destra sfidarono il governatore civile António Borges Coutinho, responsabile dell'attuazione delle riforme agrarie sotto la direzione del governo del MAE. La protesta dei contadini micalensi costrinse le sue dimissioni e ispirò una serie di atti terroristici che fecero sprofondare le Azzorre nel tumulto politico. Dopo una retata clandestina di arresti e detenzioni da parte del governo militare, il Distretto autonomo di Ponta Delgada fu sciolto, assieme agli altri distretti (Horta e Angra do Heroísmo), il 22 agosto 1975, con l'istituzione della Junta Regional dos Açores, il governo provvisorio che assunse le competenze dell'amministrazione durante la transizione della regione verso l'autonomia costituzionale.

## Monumenti e luoghi d'interesse
- Chiesa di San Sebastiano (Ponta Delgada)

## Infrastrutture e trasporti
Il centro è collegato alle altre isole dell'arcipelago e al Portogallo tramite l'Aeroporto di Ponta Delgada.

## Cultura
La città ospita l'università delle Azzorre e l'importante giardino botanico José do Canto.

## Società

### Evoluzione demografica
| Popolazione di Ponta Delgada (1849 – 2011) | Popolazione di Ponta Delgada (1849 – 2011) | Popolazione di Ponta Delgada (1849 – 2011) | Popolazione di Ponta Delgada (1849 – 2011) | Popolazione di Ponta Delgada (1849 – 2011) | Popolazione di Ponta Delgada (1849 – 2011) | Popolazione di Ponta Delgada (1849 – 2011) | Popolazione di Ponta Delgada (1849 – 2011) | Popolazione di Ponta Delgada (1849 – 2011) |
| ------------------------------------------ | ------------------------------------------ | ------------------------------------------ | ------------------------------------------ | ------------------------------------------ | ------------------------------------------ | ------------------------------------------ | ------------------------------------------ | ------------------------------------------ |
| 1849                                       | 1900                                       | 1930                                       | 1960                                       | 1981                                       | 1991                                       | 2001                                       | 2004                                       | 2011                                       |
| 31 344                                     | 52 120                                     | 54 790                                     | 74 306                                     | 63 804                                     | 61 989                                     | 65 854                                     | 64 516                                     | 68 748                                     |